# 軍刀 (擊劍)
軍刀是擊劍的一個項目。軍刀與鈍劍、銳劍的不同之處在於軍刀可以用刀刃部分來得分，因此選手的動作與攻擊是非常迅速的，另外兩項武器則是只能用劍尖來得分。
佩劍是奥運會三項擊劍項目之一。佩劍最重速度，而且打法比較上略為粗暴，因此過往亦只有男性參與，不過自1997年起，開始有女性的佩劍表演項目，包括2000年的悉尼奧運會，而在2004年的雅典奧運會中，更成為正式有獎牌的比賽項目。正因為佩劍以速度為主，所以佩劍為三項劍擊項目當中唯一不限時的比賽。

## 裝備規格
佩劍的用剑全长不超过105厘米，重量不超过500克；而剑身的长度不超过88厘米，横断面近似长方形。劍身較硬和不易彎曲，護手格呈月牙形。
軍刀是最後一項轉用電子裝備的擊劍武器，直到1988年才開始採用，比鈍劍晚了31年，比銳劍晚了52年。

## 竞赛规则

軍刀的得分範圍：除了手掌以外的上半身。

佩劍的得分方法是用劍身任何一部份刺或劈對方腰部以上的任何部位，這是仿照古時騎士在馬背上決鬥的規矩。比賽當中以劈中得分較多，击中的有效部位包括上半身、面罩及手臂；由於有效部位均由金属衣覆蓋，电子裁判器可以判別出有效和无效击中。
佩劍比赛讲究击中進攻权，若兩人在短時間之內相互擊中對方，則使用“進攻权”的規則來決定誰獲得分數。